# The Village Lanterne
The Village Lanterne es el quinto álbum de la banda renacentista Blackmore's Night que fue lanzado por la discográfica Steamhammer US en abril de 2006. Como adelanto del álbum se editó un sencillo con las canciones "Just Call My Name (I'll Be There)" y "Olde Mill Inn".

## Canciones
1. "25 Years" – 4:58
2. "Village Lanterne" – 5:14
3. "I Guess It Doesn't Matter Anymore" – 4:50
4. "The Messenger" – 2:55
5. "World of Stone" – 4:26
6. "Faerie Queen" / "Faerie Dance" – 4:57
7. "St. Teresa" – 5:26
8. "Village Dance" – 1:58
9. "Mond Tanz" / "Child in Time" – 6:12
10. "Streets of London – 3:48
11. "Just Call My Name (I'll Be There)" – 4:49
12. "Olde Mill Inn" – 3:21
13. "Windmills" – 3:27
14. "Street of Dreams" – 4:31

### Pistas adicionales
1. "Once in a Garden" (Sólo en la versión de Japón)
2. "Street of Dreams" (Con Joe Lynn Turner)

- Datos: Q743532